# Roseraie Jean-Dupont
Roseraie Jean-Dupont is een rosarium in de Franse stad Orléans voor het behoud van rozencultivars van historische kwekers en veredelaars uit Orléans en omgeving. Het bevindt zich in de wijk Saint-Marceau, vlak achter de kerk Saint-Marceau, en heeft een oppervlakte van 2.600 m². Saint-Marceau was de bakermat van de rozenteelt in Orléans, en waar nu de woonwijk is waren vroeger tuinderijen. Het rosarium dankt zijn naam aan de tuinder Jean Dupont (1890-1968), wiens kwekerij hier gevestigd was. 
Het rosarium werd in 1995 aangelegd door de vereniging Les Amis des Roses Orléanaises onder leiding van Marcel Turbat, de zoon van de beroemde rozenkweker Eugène Turbat (1865-1944). De rozen uit de Jardin des Plantes in Orléans zijn in 2002 overgebracht naar het rosarium.
De rozencollectie  omvat bijna tweehonderd verschillende rozencultivars die sinds de jaren 1820 in Orléans en omgeving zijn verschenen. De oudste rozencultivar in het rosarium is de roos 'Blanc Pur' (Mauget 1827). Een bijzonder groot aantal creaties verscheen eind 19e eeuw en begin 20e eeuw, toen de rozenteelt in Orléans in volle gang was. De families Barbier, Corboeuf, Fauque, Turbat, Hemeray-Aubert, Levavasseur en Robichon waren in deze periode de belangrijkste veredelaars. Er zijn ook hedendaagse rozen in het rosarium, zoals die van André Eve (1931-2015), een bekende veredelaar in de regio.

## Afbeeldingen

### Rosarium

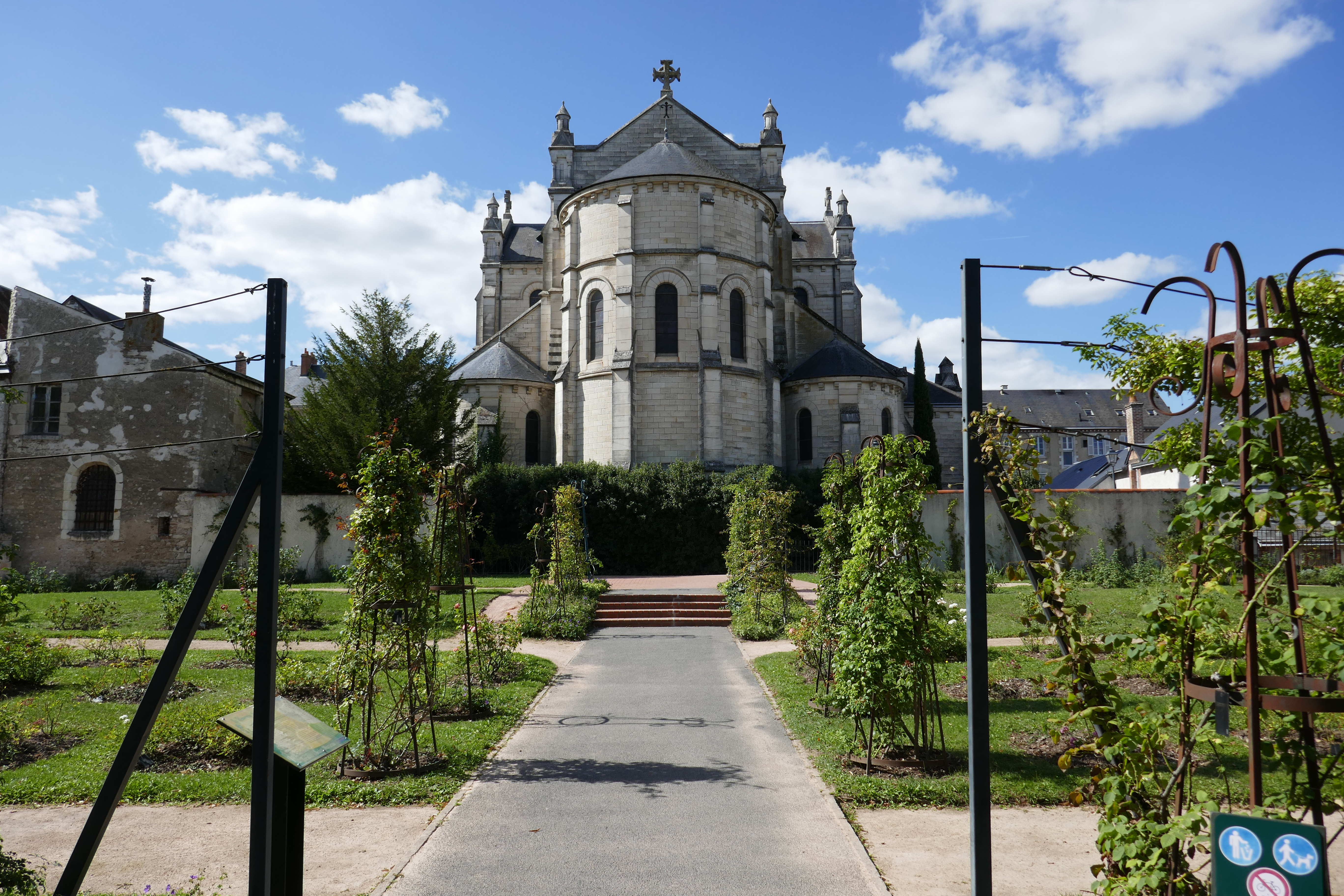
Het rosarium achter de kerk Saint-Marceau

### Rozen (selectie)

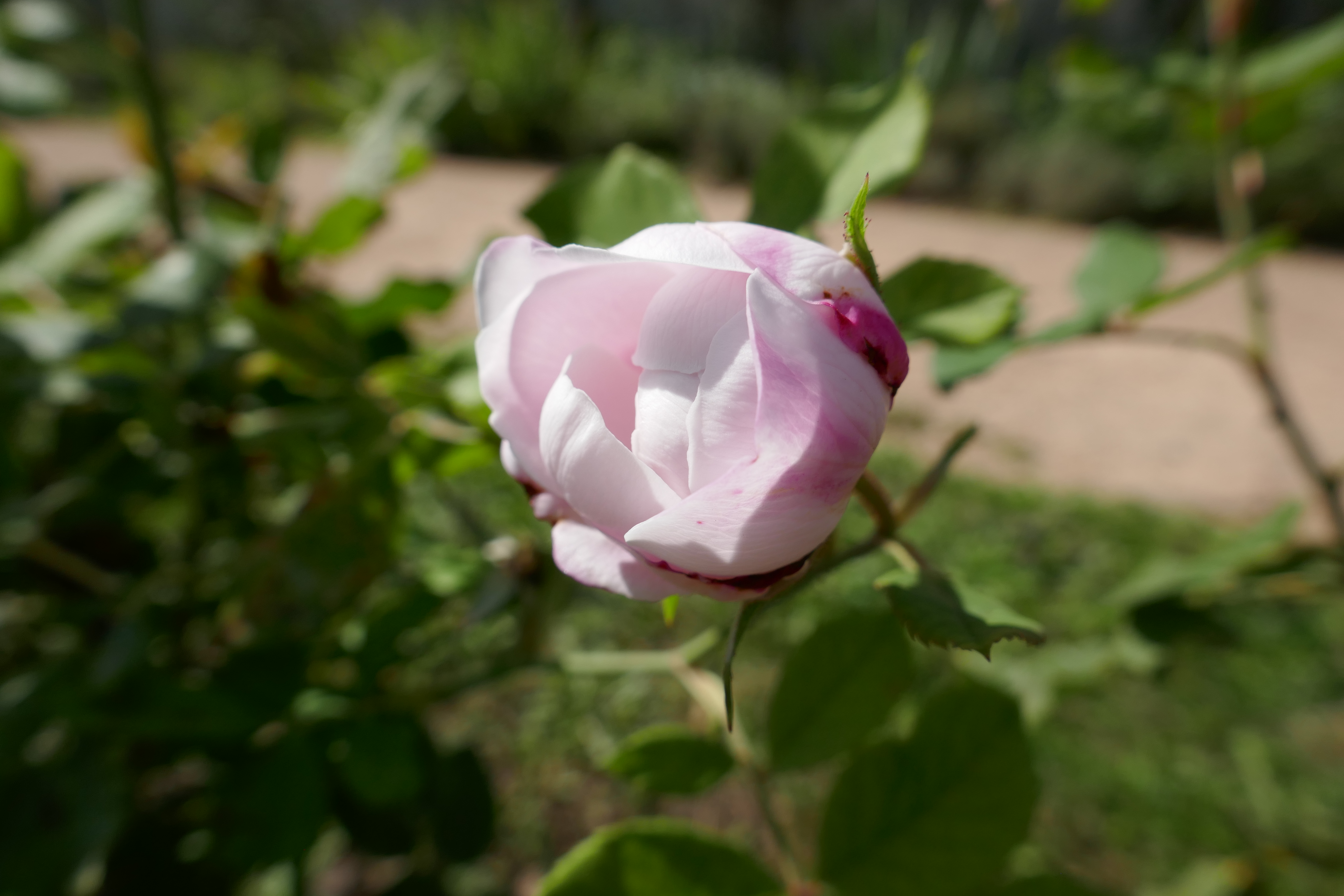
'Madeleine de Vauzelle' (Vigneron, 1881)
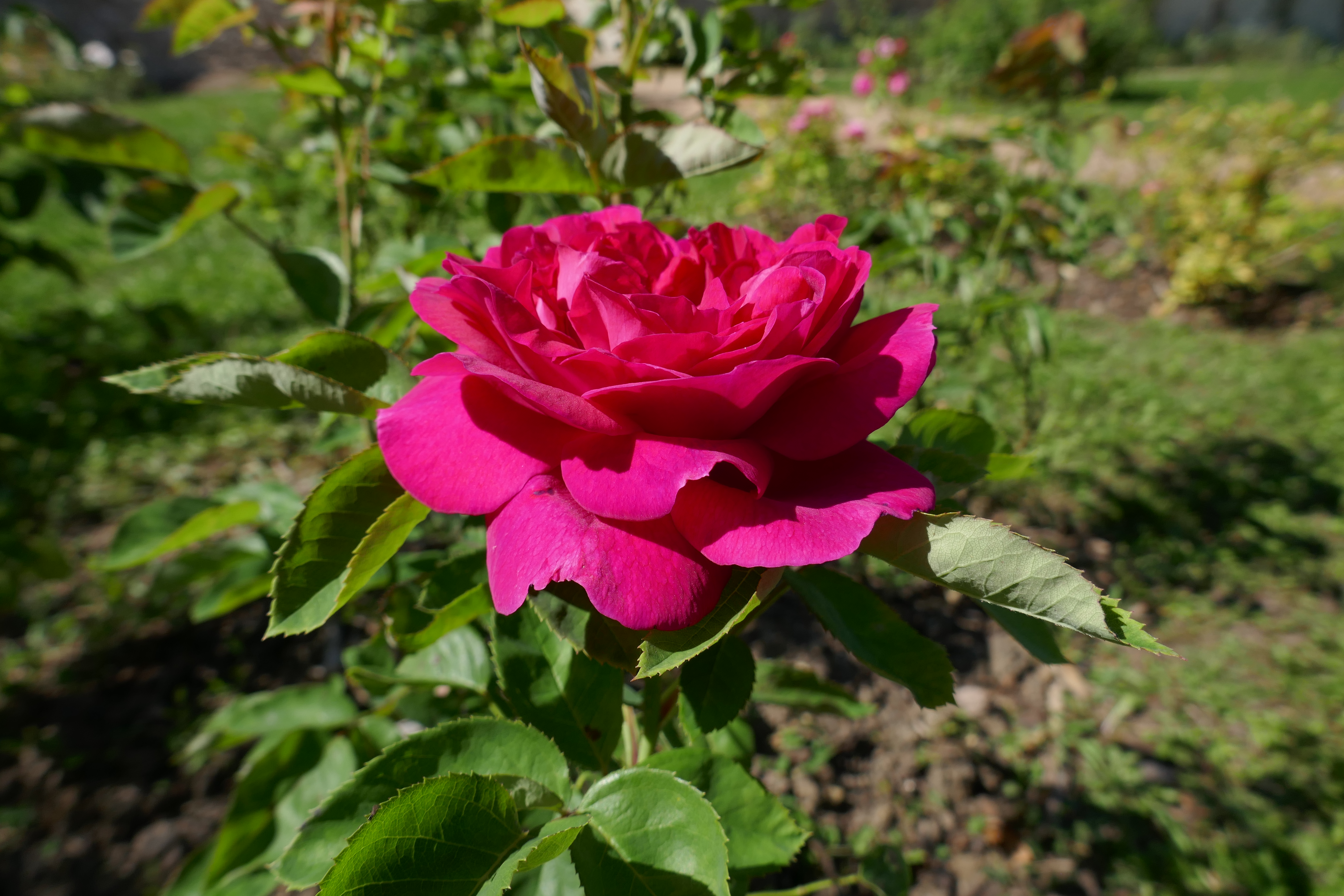
'Madame Marguerite Marsault' (Corboeuf, 1894)
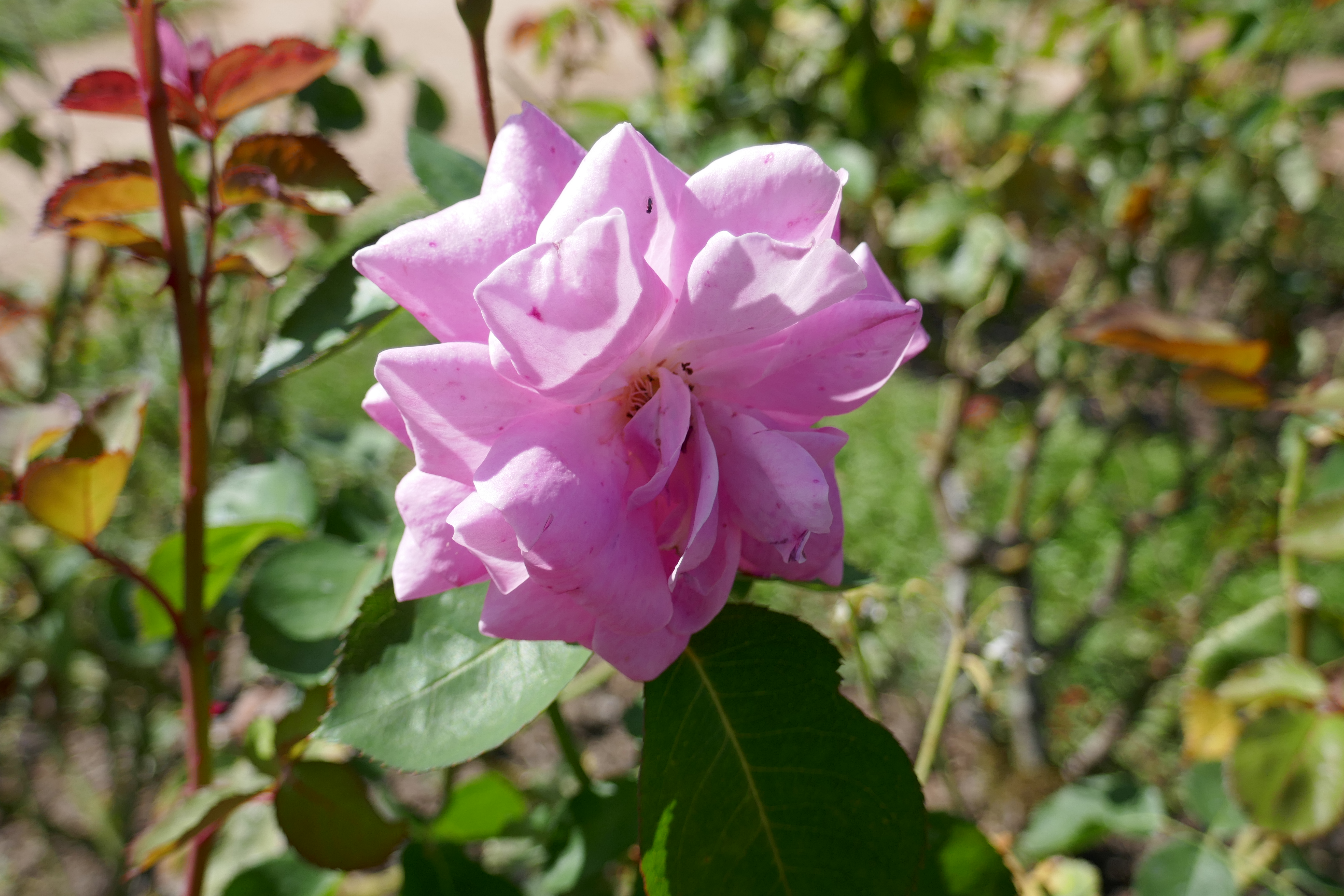
'Marguerite Rose' (Robichon, 1904)
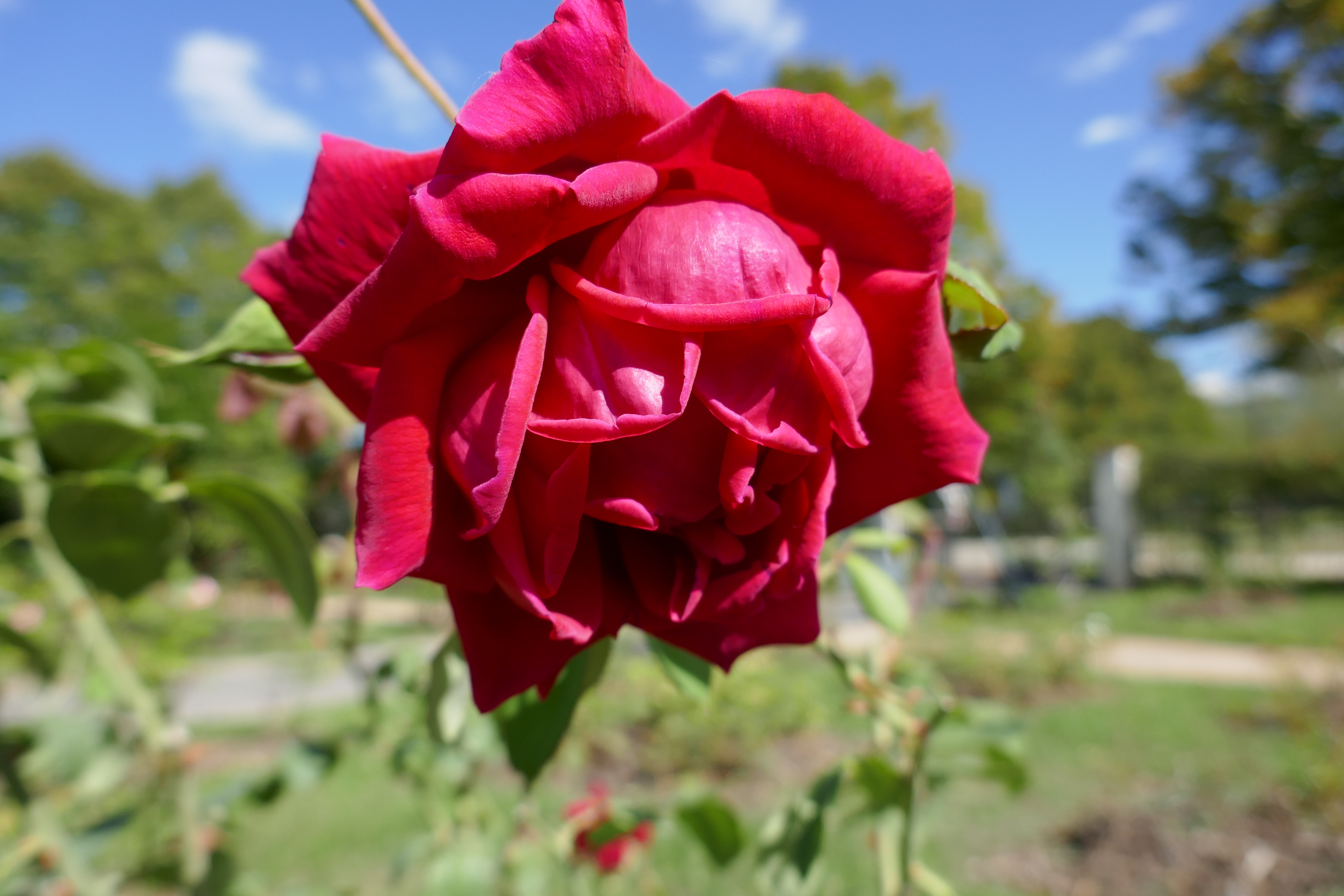
'Écarlate' (Boytard, 1907)
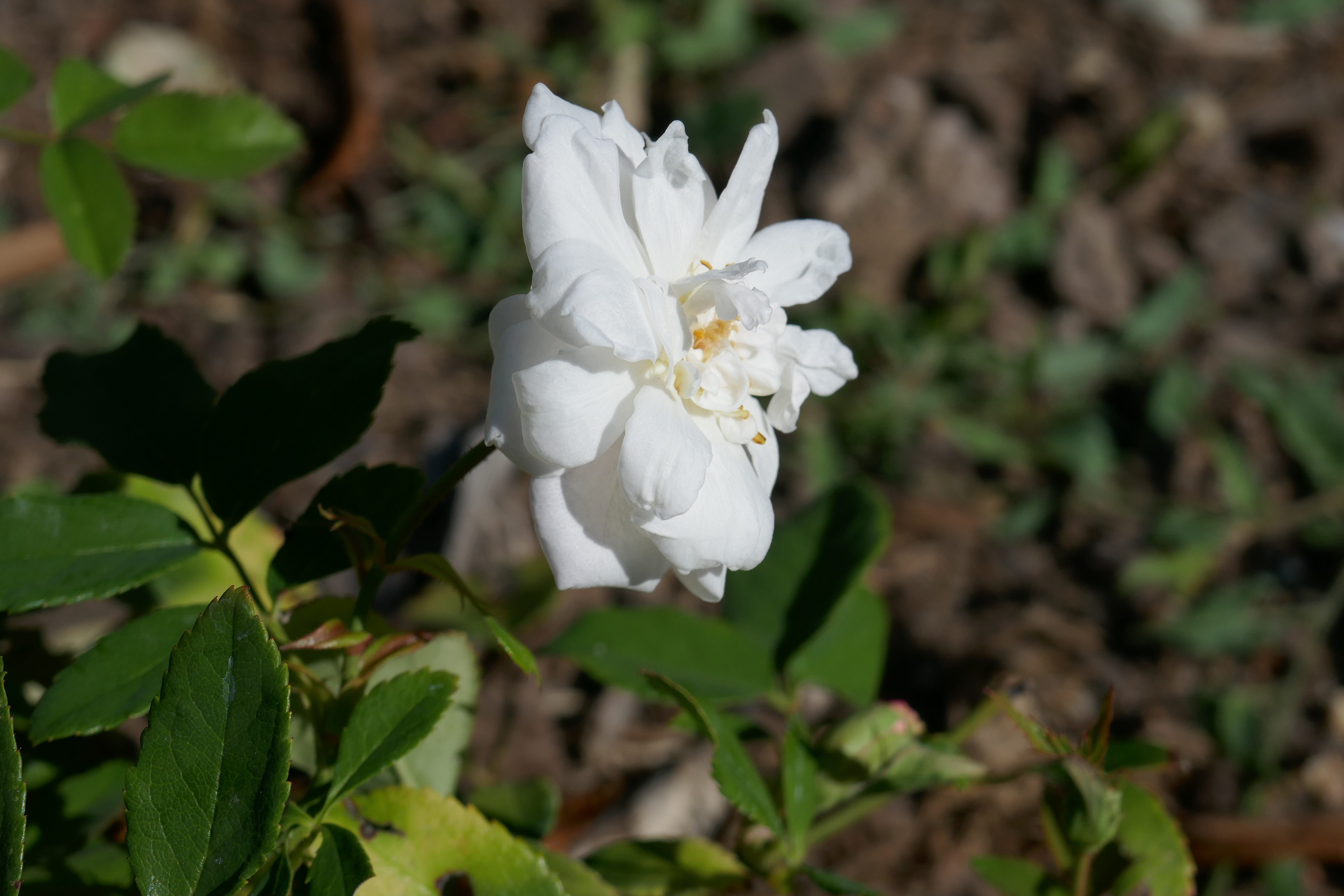
'White Cécile Brunner' (Fauque, 1909)
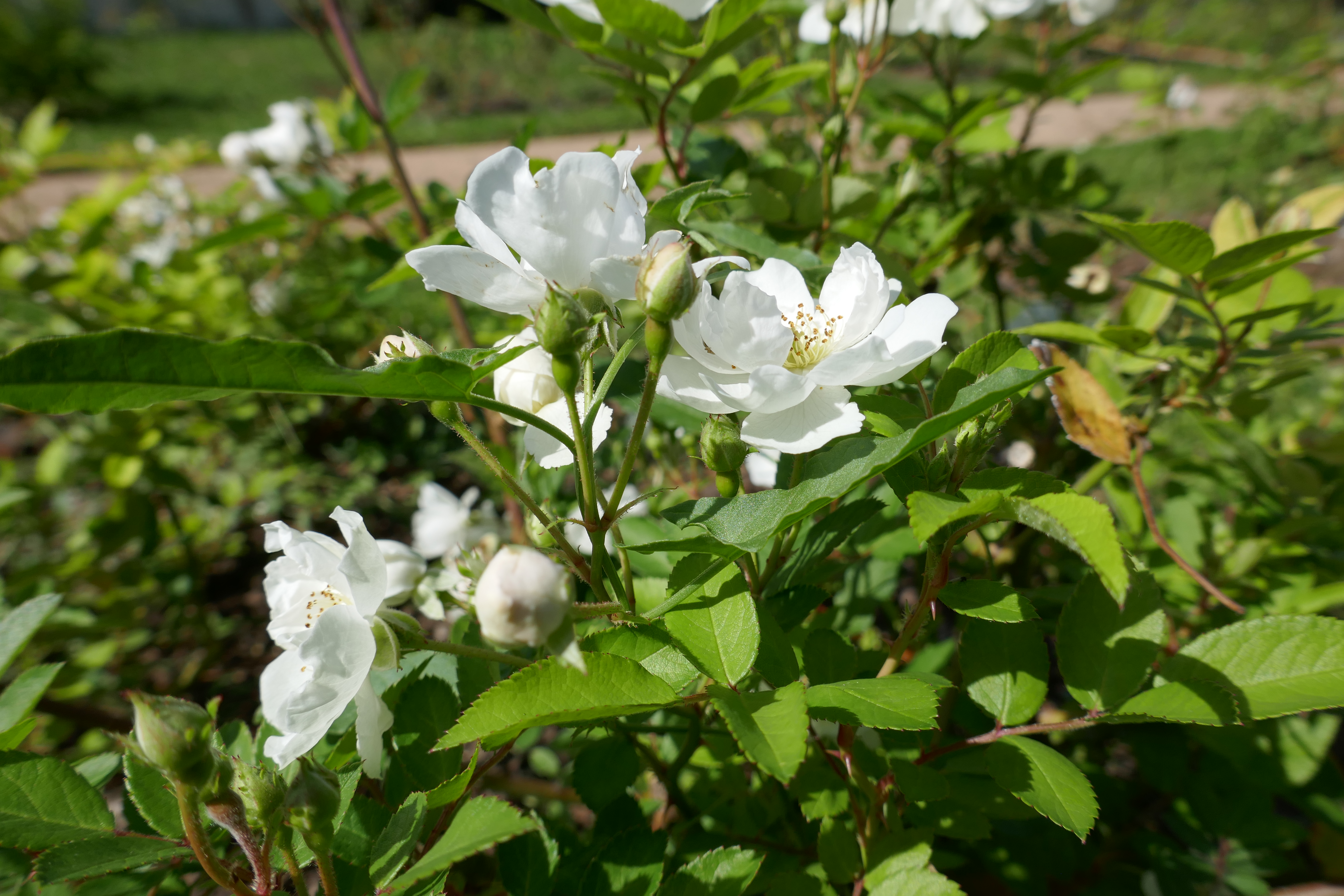
'Jeanne d'Arc' (Levavasseur, 1909)
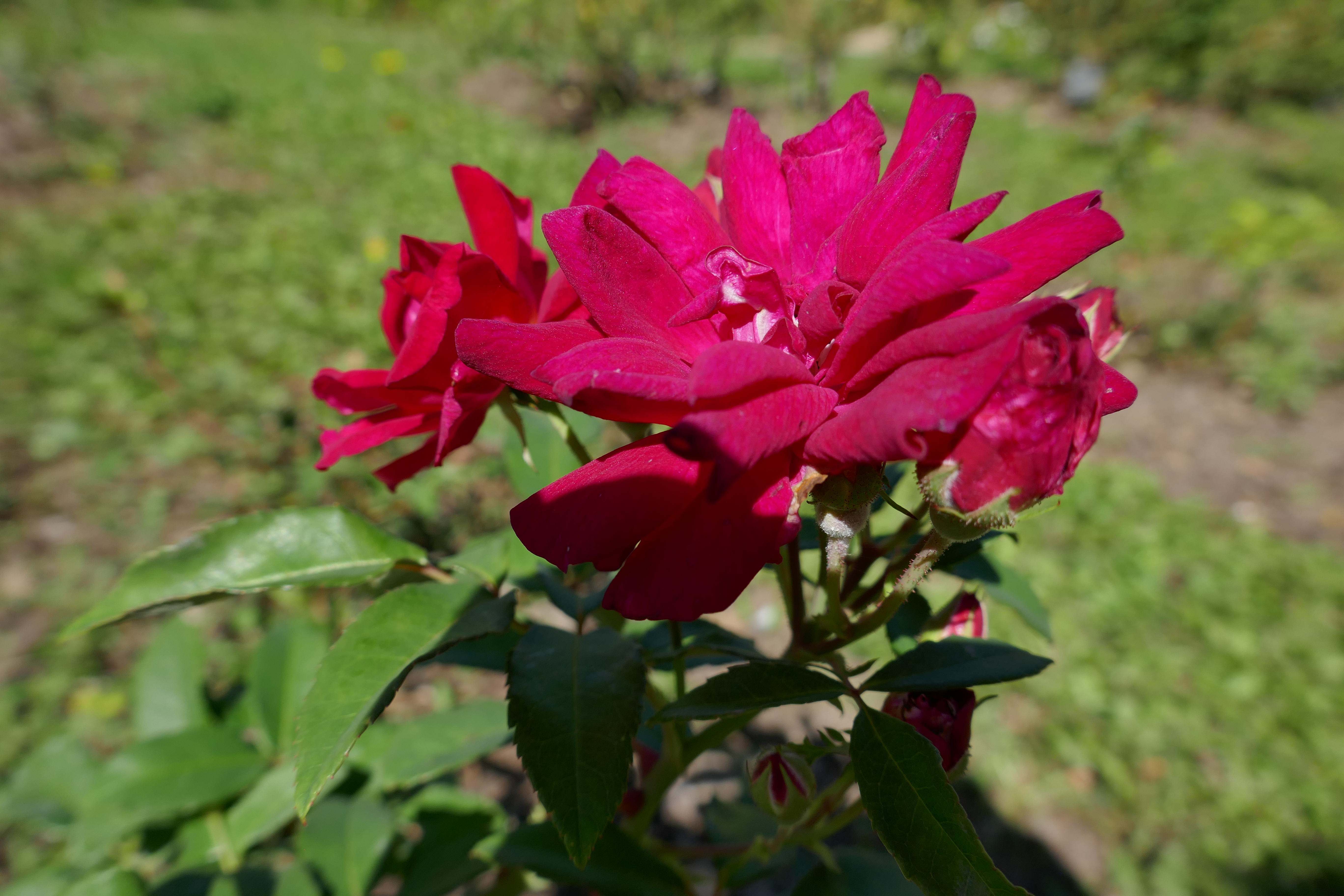
'Eblouissant' (Turbat, 1918)
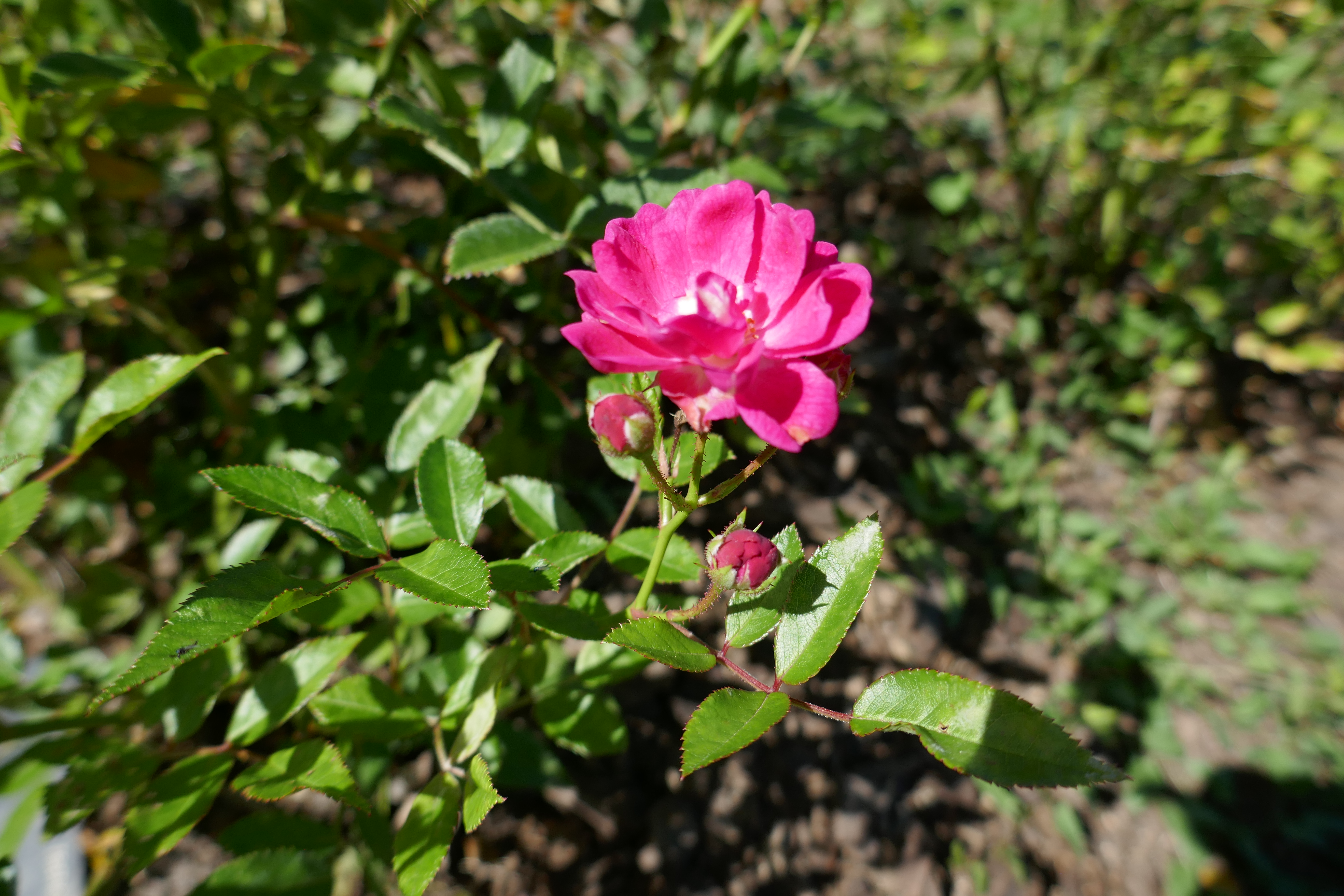
'Mimi Pinson' (Barbier, 1919)
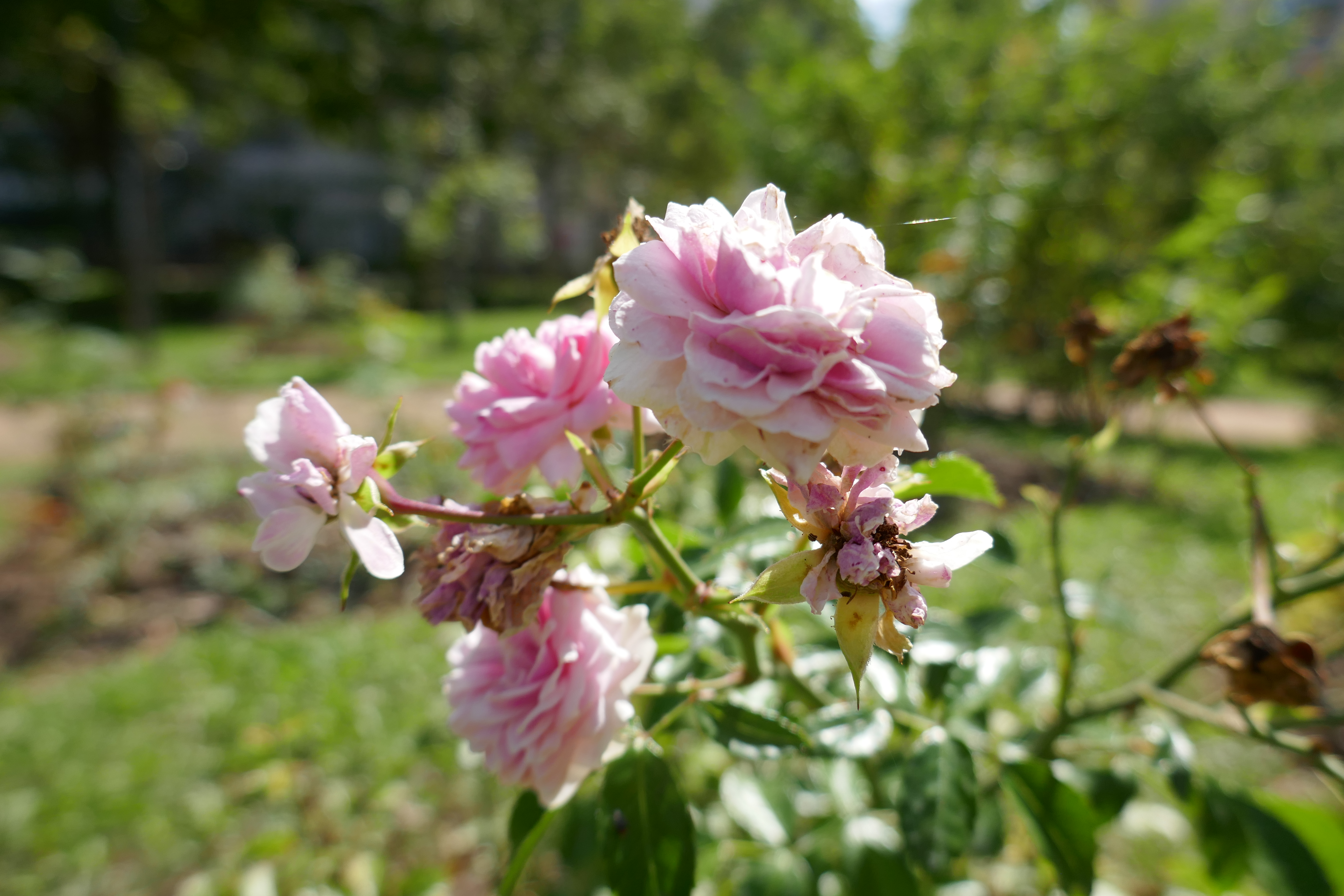
'Jean Mermoz' (Chenault, 1937)
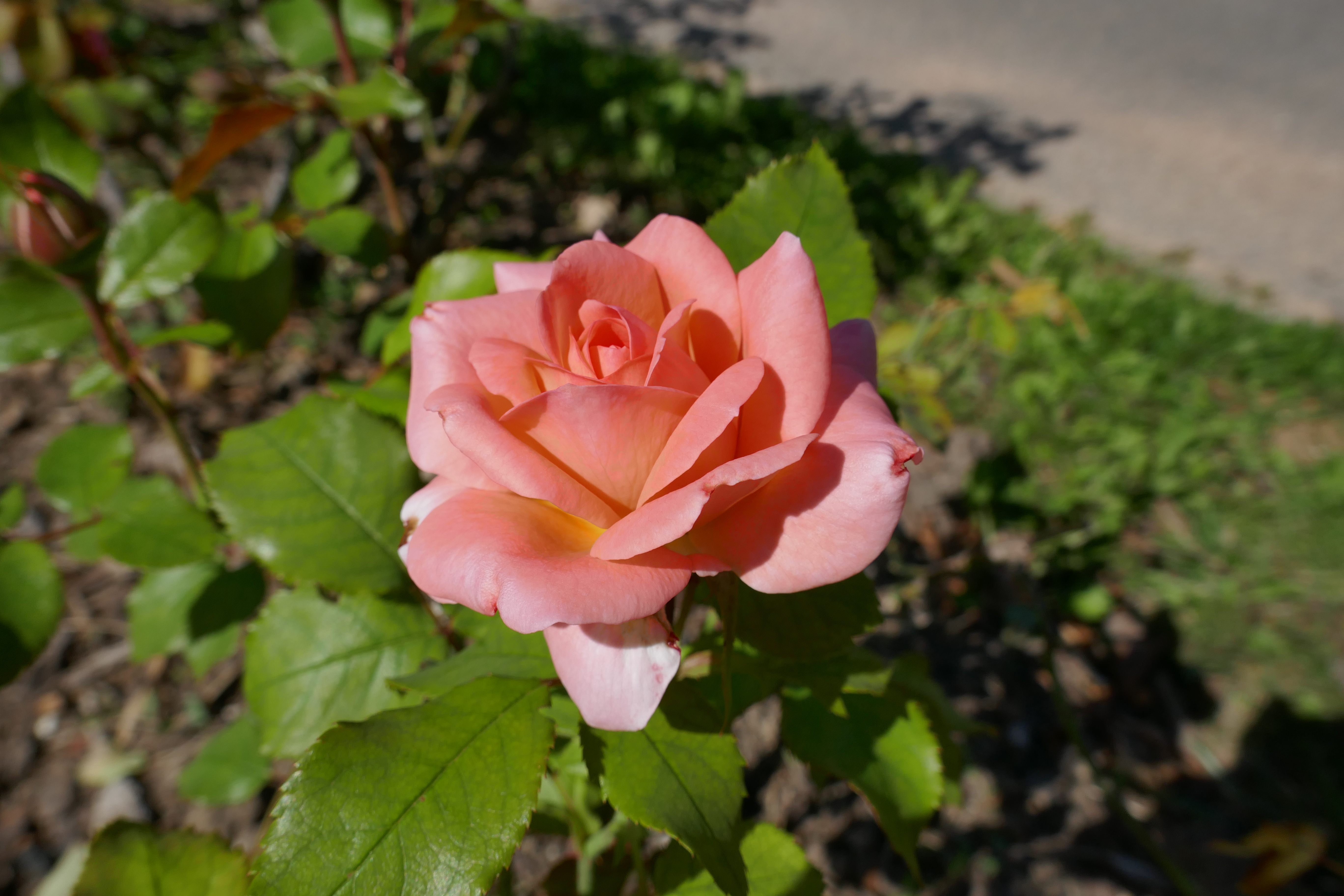
'Saint Fiacre d'Orléans' (Eve, 1997)